# حوضه سند

حوضه سند

حوضه سند بخشی از آسیا است که توسط رود سند و شاخه‌های آن زهکشی می‌شود. حوضه آبریز رود سند مساحتی در حدود ۱٬۱۲۰٬۰۰۰ کیلومتر مربع (۴۳۰٬۰۰۰ مایل مربع)را در بر می‌گیرد و در چهار کشور افغانستان، چین، هند و پاکستان واقع شده است. بیشتر مساحت حوضه رود سند عمدتاً در دو کشور هند و پاکستان قرار دارد.

## جغرافیا
رود سند دو شاخه اصلی دارد: رود پنجند که از تلاقی‌های متوالی رودهای ستلج، بیاس، راوی، جهلم و چناب تشکیل شده است و کابل که شامل آب‌های رودهای سوات و کنر و چند رود دیگر است. رودهای سند و ستلج از فلات تبت و رودهای راوی، بیاس، چناب و جهلم از بخش متعلق به هند هیمالیای غربی و رودهای سرچشمه می‌گیرند. رود کابل و ریزآبه‌های آن نیز از کوه‌های هندوکش واقع در شرق افغانستان و شمال پاکستان سرچشمه می‌گیرد.
حوضه رود سند در چهار کشور پاکستان، هند، چین و افغانستان قرار دارد. بزرگ‌ترین بخش حوضه، با ۴۷ درصد، در پاکستان قرار دارد در حالی که هند با ۳۹ درصد، دومین سهم بزرگ از مساحت حوضه را دارد. چین و افغانستان دارای ۱۴ درصد باقی‌مانده از این حوضه هستند. حوضه سند در طول پاکستان کشیده شده و بیشتر مساحت (۶۵٪) این کشور را تشکیل می‌دهد و بخشی از تمام استان‌ها و قلمروهای پاکستان را تشکیل می‌دهد: ایالت پنجاب، ایالت سند، ایالت خیبر پختونخوا، بلوچستان، کشمیر آزاد و گلگت بلتستان. همه ایالت‌های پاکستان جز سند و بلوچستان کاملاً در داخل حوضه سند قرار دارند. در هند، حوضه سند حدود ۱۴ درصد از مساحت کشور را تشکیل می‌دهد، اما بخش عمده ای از شمال غربی کشور این کشور شامل ایالت‌ها و قلمروهای پنجاب هند، هیماچال پرادش، جامو و کشمیر، لداخ، هاریانا و غرب راجستان در محدوده حوضه سند قرار دارد.
از نظر توپوگرافی، حوضه سند از مناطق مختلفی تشکیل شده است. بخش بزرگی از این حوضه آبریز کوهستانی است و حدود ۴۰ درصد از مساحت آن بالاتر از ارتفاع ۲٬۰۰۰ متر (۶٬۶۰۰ فوت) قرار دارد. حوضه سند را می‌توان به دو بخش گسترده از نظر جغرافیای طبیعی تقسیم کرد: بخش مرتفع و بالادست حوضه شامل مناطق کوهستانی رشته‌کوه‌های هیمالیا، قره‌قروم، سیوالیک، سلیمان، کهیرتهر و بخش پست و پایین‌دست حوضه شامل جلگه سند و گنگ است که دشت‌های آبرفتی منطقه پنجاب و ایالت سند را در بر می‌گیرد. بیشتر مناطق حوضه سند خشک یا نیمه‌خشک است، به استثنای کوهپایه‌های هیمالیا که بارندگی قابل توجهی دارند.

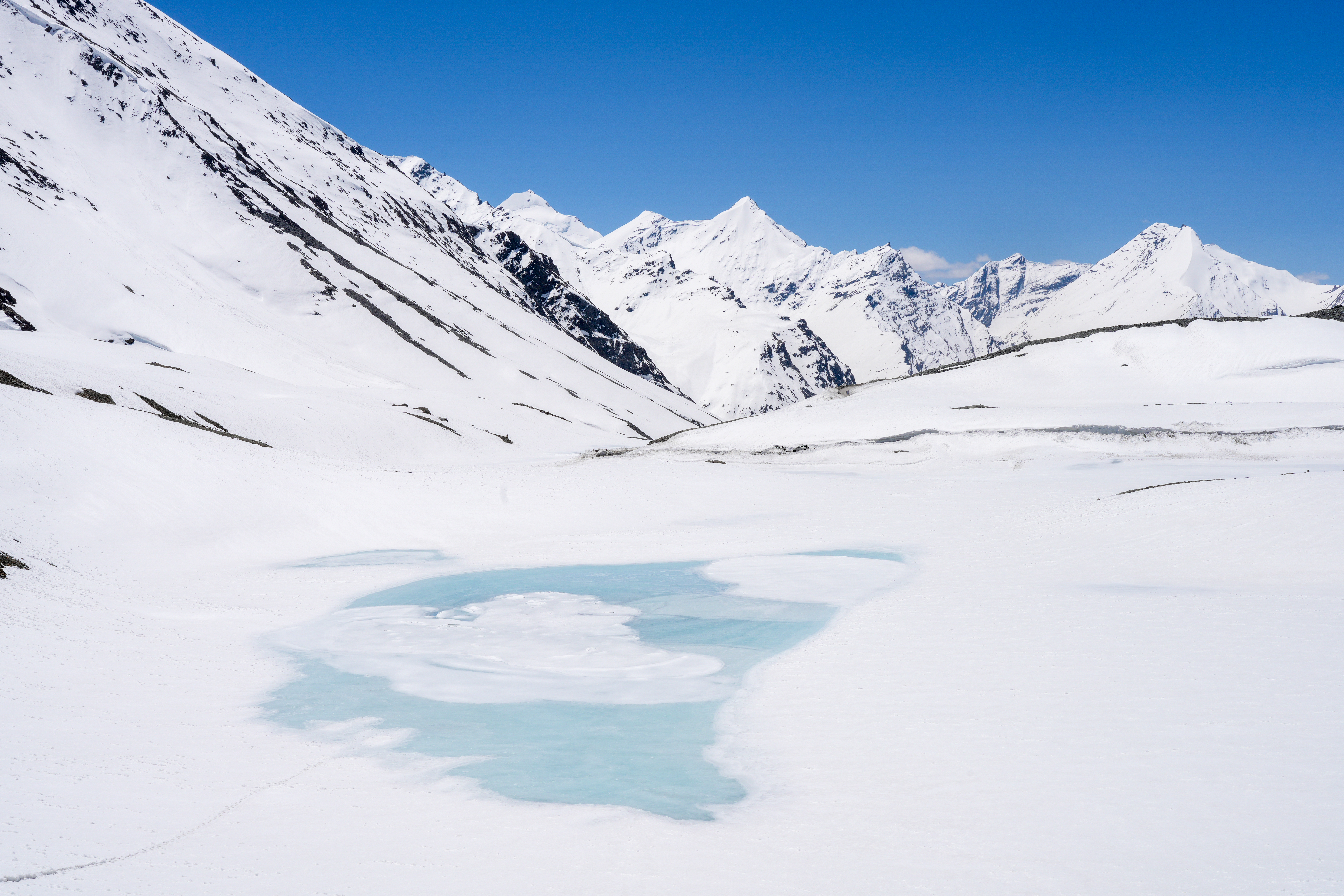
دریاچه یخ‌زده در شینکو لا، گذرگاهی کوهستانی در هیماچال پرادش، هند. سرچشمه‌های رودهای چناب و زانسکر در نزدیکی این گذرگاه قرار دارند.

حوضه سند دارای بیشترین مقدار یخچال طبیعی دائمی خارج از مناطق قطبی زمین است. بخش عمده رواناب در حوضه آبریز سند از آب ذوب‌شده ناشی از ذوب یخچال‌های کوه‌های هیمالیا، هندوکش و قره‌قروم است. ذوب یخچال‌ها ۴۱ درصد و ذوب برف ۲۲ درصد از آب را تأمین می‌کنند و مقدار باقی‌مانده توسط بارندگی تأمین می‌شود. به‌طور متوسط، کمی بیش از نیمی از کل جریان سالانه در سه ماه از ژوئیه تا سپتامبر یعنی در زمان ترکیب باران‌های موسمی و آب ذوب‌شده دریافت می‌شود. در نتیجه، از نظر تاریخی این منطقه شاهد سیل‌های قابل توجهی در ماه‌های تابستان بوده است.

## مصرف آب
حوضه سند زندگی حدود ۲۳۷ میلیون نفر را تأمین و پشتیبانی می‌کند. بیشتر جمعیت پاکستان (حدود ۶۱٪ از کل کشور) در حوضه سند زندگی می‌کنند و اکثر آن‌ها برای نیازهای آبی خود به شدت به رودهای این حوضه وابسته هستند. هند دارای بخش بزرگ دیگری (۳۵٪) از جمعیت حوضه سند است. ۴ درصد باقی مانده از جمعیت حوضه، بیشتر در افغانستان زندگی می‌کنند که اندکی کمتر از یک چهارم جمعیت این کشور را تشکیل می‌دهند. حوضه سند دومین حوضه دارای بیشترین تنش آبی جهان است.
۹۳ درصد از آب حوضه سند برای آبیاری زمین‌های کشاورزی استفاده می‌شود. بر روی بسیاری از رودخانه‌های حوضه رود سند برای ایجاد مخازن بزرگ آب سد بسته شده است. آب این مخازن از طریق کانال‌های مختلف برای آبیاری ۲۶ میلیون هکتار زمین کشاورزی هدایت می‌شوند که ۱۶ میلیون هکتار از آن در پاکستان و ۱۰ میلیون هکتار نیز در هند قرار دارد.